# Stilit
Stilit (stolpnik; grč. sστυλίτης, staroslav. стольпьникъ) je tip askete koji je u ranim kršćanskim danima bizantskog carstva obitavao na stupu (stolp na staroslavenskom, stylos na grčkom) i propovjedao, postio i molio se. Ovi asketi su vjerovali da će umrtvljenje njihovih tijela donijeti spas njihovoj duši.

## Život stilita
Podvig stilita činio je njegov život na stupu ili na vrhu stijene, bez obzira na klimatske uvjete, koji su im nerijetko vrlo otežavali ovu vrstu pothvata (kiša, vjetar, niske ili visoke temperature). Kolijevkom stilita se smatra bizantska provincija Sirija, jer se upravo tu najviše njegovao ovakav oblik isposništva. Vrh stupa ljestvama je bio povezan s tlom, a ponekad se na njemu nalazila nadstrješnica koju su podizali štovatelji stilita da bi makar malo olakšali patnje ovih asketa. Stiliti su nerijetko, radi povećanja osobnih patnjâ, stavljali na sebe lance u obliku križa. Cilj ovog podviga bio je odvajanje od materijalnog i grješnog svijeta. Stilita je tijekom povijesti bilo mnogo, a među njima je bilo i nekoliko žena.
Prvi stilit je vjerojatno bio sv. Šimun Stilit stariji, koji se popeo na stup u Siriji 423. i nije s njega silazio sve do svoje smrti, 37 godina poslije, dok je sv. Šimun Stilit Mlađi, prema legendi, proživio više od 60 god. na visokim stupovima. Među poznatim stupnicima je i sv.Šimun Stilit. Crkva sv. Šimuna Stilita kod Alepa u Siriji izgrađena je na mjestu gdje se nalazio stup sv. Šimuna. To je najstarija preživjela bizantijska crkva i datira iz 5. stoljeća, a donji dio stupa se još uvijek nalazi u ostacima crkve. Njegov spomendan je 5. siječnja.
.

## Društveni odnosi
Vrlo brzo su stiliti stekli veliki broj štovalaca koji su vjerovali u iscjeljiteljske i prorčanske moći ovih monaha. Poštovanje stilita je vremenom preraslo u pravo obožavanje. Na mjestima gdje su obitavali, cvjetala je trgovina, zanatstvo i ugostiteljstvo, jer ih je veliki broj ljudi posjećivao.
 U 8. stoljeću s pojavom ikonoklazma, broj stupnika se smanjio, a zabilježeni su i slučajevi progona. Na primjer, car Konstantin V. je izdao naredbu da se svirepo pogubi Petar Stupnik. Osipanje stupnika se bilježi i u 9. stoljeću, ali je od kraja tog stoljeća ovaj podvig ponovno zaživio. 

## U umjetnosti
Likovne predstave stupnika sačuvane su u mnogobrojnim bizantijskim crkvama, kao i u nekim srpskim crkvama i manastirima kao što su Dečani, Bogorodična crkva u Studenici, Manasija i Gračanica. Na nekim prikazima postoje imena stupnika. Prikazivani su kao stari monasi sijede brade kako sjede podignutih ruku na mramornim stupovima ukrašenog kapitela, i vidljivi samo iznad ramena ili pojasa. Na nekima je prikazana i metalna ograda koja ih je štitila od pada, a ponekada su bila naslikana i mala vrata ili ljestve prislonjene uz stup.

## Vanjske poveznice
- Umjetnost Bizanta
- Službene stranice Raške i prizrenske dioceze
- Manastiri - Srpska povijest